# Belgische Badminton-Mannschaftsmeisterschaft 2024/25
Die Belgische Badminton-Mannschaftsmeisterschaft 2024/25 bestand aus einer einfachen Vorrunde im Modus Jeder-gegen-jeden und anschließenden Playoffs und Playdowns. Meister wurde der Badmintonclub Hebad.

## Vorrunde
| Platz | Team            | Punkte | Spiele | G | U | V | Spielpunkte |   |    | Sätze |   |    | Bälle |   |      |
| ----- | --------------- | ------ | ------ | - | - | - | ----------- | - | -- | ----- | - | -- | ----- | - | ---- |
| 1     | Hebad           | 13     | 7      | 6 | 1 | 0 | 41          | - | 15 | 89    | - | 44 | 2581  | - | 2268 |
| 2     | W&L             | 12     | 7      | 6 | 0 | 1 | 43          | - | 13 | 95    | - | 36 | 2619  | - | 2109 |
| 3     | Lebad           | 10     | 7      | 5 | 0 | 2 | 36          | - | 20 | 75    | - | 48 | 2317  | - | 2090 |
| 4     | Pluimplukkers 1 | 8      | 7      | 3 | 2 | 2 | 28          | - | 28 | 67    | - | 65 | 2391  | - | 2352 |
| 5     | Olve            | 7      | 7      | 3 | 1 | 3 | 27          | - | 29 | 64    | - | 68 | 2376  | - | 2436 |
| 6     | Dijlevallei 1   | 3      | 7      | 1 | 1 | 5 | 17          | - | 39 | 45    | - | 81 | 2144  | - | 2375 |
| 7     | Buggenhout      | 3      | 7      | 1 | 1 | 5 | 16          | - | 40 | 42    | - | 87 | 2117  | - | 2540 |
| 8     | De Voskes       | 0      | 7      | 0 | 0 | 7 | 16          | - | 40 | 38    | - | 86 | 2020  | - | 2395 |

## Halbfinale
- Lebad Kortrijk – W&L: 5:3
- Badmintonclub Hebad – Pluimplukkers: 5:3

## Finale
- Badmintonclub Hebad – W&L: 8:0